# Liste der Baudenkmäler in Erlbach (Oberbayern)
Auf dieser Seite sind die Baudenkmäler in der oberbayerischen Gemeinde Erlbach zusammengestellt. Diese Tabelle ist eine Teilliste der Liste der Baudenkmäler in Bayern. Grundlage ist die Bayerische Denkmalliste, die auf Basis des Bayerischen Denkmalschutzgesetzes vom 1. Oktober 1973 erstmals erstellt wurde und seither durch das Bayerische Landesamt für Denkmalpflege geführt wird. Die folgenden Angaben ersetzen nicht die rechtsverbindliche Auskunft der Denkmalschutzbehörde.

## Baudenkmäler nach Ortsteilen

### Erlbach
| Lage                     | Objekt                                       | Beschreibung | Akten-Nr.             | Bild                                         |
| ------------------------ | -------------------------------------------- | --- | --------------------- | -------------------------------------------- |
| Dorfstraße 11 (Standort) | Bauernhof (Beim Kirchmayer)                  | westlich Wohnhaus, 2. Hälfte 19. Jahrhundert; östlich Stadel, mit reichem Bundwerk, bezeichnet 1860; südlich Hütte, mit Erdgeschossarkaden, Mitte 19. Jahrhundert, verändert 1929 | D-1-71-115-3 Wikidata | BW                                           |
| Dorfstraße 13 (Standort) | Leichenhaus                                  | Kleiner Satteldachbau mit Dachreiter, 1863–65 | D-1-71-115-2 Wikidata | BW                                           |
| Dorfstraße 13 (Standort) | Katholische Pfarrkirche St Petrus und Paulus | Saalkirche, Chor und Turm wohl noch 15. Jahrhundert, Langhaus Ende 19. Jahrhundert; mit Ausstattung                                                                               | D-1-71-115-1 Wikidata | Katholische Pfarrkirche St Petrus und Paulus |

### Birnbach
| Lage                     | Objekt                                          | Beschreibung | Akten-Nr.             | Bild |
| ------------------------ | ----------------------------------------------- | --- | --------------------- | ---- |
| Flur Birnbach (Standort) | Feldkapelle                                     | Kleiner Satteldachbau, wohl 2. Hälfte 18. Jahrhundert; mit Ausstattung; am Feldweg nach Aicher                                                             | D-1-71-115-6 Wikidata | BW   |
| Hofer 36 (Standort)      | Wallfahrtskapelle, sogenannte Kroahäusl-Kapelle | kleiner Holzbau mit Dachreiter, Kapellenneubau von 1973, anstelle des Vorgängerbaus von 1837; mit historischer Ausstattung; zu Haus Nummer 36 gehörig      | D-1-71-115-7 Wikidata | BW   |
| In Birnbach (Standort)   | Nebenkirche St. Nikolaus und St. Florian        | spätgotischer Saalbau, Turm mit Satteldach und barocken Volutengiebeln, letztes Viertel 15. Jahrhundert, Turm im 17. Jahrhundert erneuert; mit Ausstattung | D-1-71-115-5 Wikidata | BW   |

### Endlkirchen
| Lage                     | Objekt                               | Beschreibung | Akten-Nr.              | Bild                                 |
| ------------------------ | ------------------------------------ | --- | ---------------------- | ------------------------------------ |
| Endlkirchen 1 (Standort) | Katholische Filialkirche St. Michael | spätgotische Saalkirche, Langhausmauern zum Teil romanisch, Ausbau im 15. und 17. Jahrhundert; mit Ausstattung; Friedhofsummauerung                                                                     | D-1-71-115-14 Wikidata | Katholische Filialkirche St. Michael |
| Endlkirchen 4 (Standort) | Bauernhof (Beim Mesner)              | Wohnhaus mit Blockbau-Obergeschoss und doppelgeschossigem Balkon an der Ostseite, um 1800; westlich Stadel mit Bundwerk, 1. Hälfte 19. Jahrhundert; südlich kleiner Schuppen mit Steildach und Bundwerk | D-1-71-115-16 Wikidata | BW                                   |
| Friedhofland (Standort)  | Pestsäule                            | Obeliskartig, mit Eisenkreuzaufsatz, um 1800; anstelle eines älteren Denkmals am Weg Endlkirchen-Öging errichtet                                                                                        | D-1-71-115-17 Wikidata | BW                                   |

### Weitere Ortsteile
| Lage                                               | Objekt                                                | Beschreibung | Akten-Nr.              | Bild                                                  |
| -------------------------------------------------- | ----------------------------------------------------- | --- | ---------------------- | ----------------------------------------------------- |
| Bemberg Zeilholzweg in der Flur Bemberg (Standort) | Wegkapelle                                            | Backstein, gegen 1900, erneuert 1981; zu Haus Nummer 39 gehörig. | D-1-71-115-4 Wikidata  | BW                                                    |
| Blümlhub Blümlhub 48 (Standort)                    | Hofkapelle                                            | Mitte 19. Jahrhundert; mit Ausstattung | D-1-71-115-8 Wikidata  | BW                                                    |
| Breitenaich Breitenaich 31 (Standort)              | Zugehörige „Hütte“                                    | mit Bundwerkobergeschoss, Durchfahrt und Getreidekasten, 1. Hälfte 19. Jahrhundert | D-1-71-115-9 Wikidata  | BW                                                    |
| Buch Buch 38 (Standort)                            | Zugehörig kleiner Bundwerkstadel                      | Um 1850/60; südlich breitgelagerter Bundwerkstadel | D-1-71-115-10 Wikidata | BW                                                    |
| Buchholz Buchholz 74 (Standort)                    | Hütte                                                 | Geständert mit Bundwerk, 1. Hälfte 19. Jahrhundert | D-1-71-115-11 Wikidata | BW                                                    |
| Eisenbuch Eisenbuch 8 (Standort)                   | Dreiseithof (Beim Obereisenbuchner)                   | westlich Wohnhaus mit Blockbau-Obergeschoss, außen verschalt, bezeichnet mit 1680; östlich Stadel, mit Bundwerk, bezeichnet mit 1768; nördlich „Hütte“ mit Bundwerk, bezeichnet mit 1794 | D-1-71-115-12 Wikidata | BW                                                    |
| Hauzing Hauzing 9 (Standort)                       | Hofkapelle                                            | bezeichnet 1876; mit Ausstattung | D-1-71-115-20 Wikidata | BW                                                    |
| Hauzing Hauzing 9 (Standort)                       | Zugehörig Stallstadel mit Gitterbundwerk              | Mitte 19. Jahrhundert | D-1-71-115-19 Wikidata | BW                                                    |
| Hochwimm Hochwimm 32 (Standort)                    | Zugehörig Bundwerkstadel                              | 1. Hälfte 19. Jahrhundert; „Hütte“ mit Bundwerk, 1. Hälfte 19. Jahrhundert | D-1-71-115-21 Wikidata | BW                                                    |
| Hölzlwimm Hölzlwimm 48 (Standort)                  | Ehemaliges Bauernhaus des ehemaligen Vierseithofes    | Halbstockhaus mit Giebel zum Hof und Blockbau-Obergeschoss, im Kern noch 17. Jahrhundert; „Hütte“, 2. Hälfte 19. Jahrhundert                                                             | D-1-71-115-22 Wikidata | BW                                                    |
| Kirchberg Kirchberg 73 (Standort)                  | Hütte                                                 | Erdgeschoss unverputzter Backsteinbau mit Arkaden, darüber Gitterbundwerk mit Getreideboden, bezeichnet 1863                                                                             | D-1-71-115-23 Wikidata | BW                                                    |
| Kronsberg Sampinger Feld (Standort)                | Heiligenhäuschen                                      | Um 1918; westlich der Einöde | D-1-71-115-24 Wikidata | BW                                                    |
| Moosgrub Moosgrub 28 (Standort)                    | Zugehörig Ständerbohlenstadel mit Bundwerk            | Etwa Mitte 19. Jahrhundert | D-1-71-115-25 Wikidata | BW                                                    |
| Niederach Niederach 2 (Standort)                   | Hofkapelle, sogenannte Mayr-Kapelle                   | mit Dachreiter, 19./20. Jahrhundert; mit Ausstattung; zu Haus Nummer 2 gehörig | D-1-71-115-26 Wikidata | BW                                                    |
| Öging Mooser Land (Standort)                       | Bildstock                                             | Gemauert, 1. Hälfte 19. Jahrhundert; westlich am Straßenkreuz, zu Haus Nr. 37 gehörig | D-1-71-115-29 Wikidata | BW                                                    |
| Öging Öging 34 (Standort)                          | Bauernhaus (Beim Lenz)                                | Altbau mit Blockbau-Obergeschoss, 1. Drittel 19. Jahrhundert; „Hütte“ mit Getreidekasten, zum Teil Blockbau und Bundwerk, 1. Hälfte 19. Jahrhundert                                      | D-1-71-115-27 Wikidata | BW                                                    |
| Petzenthal Petzenthal 28 (Standort)                | Ehemaliger Pestfriedhof, mit Pestkreuz                | 17. Jahrhundert; am alten Weg von Erlbach nach Birnbach | D-1-71-115-30 Wikidata | BW                                                    |
| Schöftenhub Schöftenhub 42 (Standort)              | Hofkapelle, sogenannte Großschöftenhuber-Kapelle      | Anfang 20. Jahrhundert; zu Haus Nr. 42 gehörig | D-1-71-115-32 Wikidata | BW                                                    |
| Spielberg Spielberg 40 (Standort)                  | Bauernhaus                                            | mit Blockbau-Obergeschoss und traufseitigem Schrot, Wirtschaftsteil mit Bundwerkobergeschoss, bezeichnet 1854                                                                            | D-1-71-115-35 Wikidata | BW                                                    |
| Steinhausen Steinhausen 29 (Standort)              | Katholische Filial- und Wallfahrtskirche St. Leonhard | gotischer Backsteinbau, Saalkirche, geweiht 1430; mit Ausstattung | D-1-71-115-36 Wikidata | Katholische Filial- und Wallfahrtskirche St. Leonhard |
| Streifing Streifing 49 (Standort)                  | Hofkapelle                                            | Holzbau, Ende 19. Jahrhundert; mit Ausstattung | D-1-71-115-37 Wikidata | BW                                                    |

## Ehemalige Baudenkmäler
In diesem Abschnitt sind Objekte aufgeführt, die noch existieren und früher einmal in der Denkmalliste eingetragen waren, jetzt aber nicht mehr.

| Lage                               | Objekt                                                            | Beschreibung                                                            | Akten-Nr.                | Bild |
| ---------------------------------- | ----------------------------------------------------------------- | ----------------------------------------------------------------------- | ------------------------ | ---- |
| Ellbrunn Ellbrunn 22 ()            | Bauernhof (Beim Ellbrunner)                                       | Kleine Einfirstanlage, mit Blockbau-Obergeschoss, um 1840/50            | D-1-71-115-13 ? Wikidata |      |
| Endlkirchen Endlkirchen 3 ()       | Vierseithof (Beim Schmiedmair)                                    |                                                                         | D-1-71-115-15 Wikidata   |      |
| Gallau Gallau 10 ()                | Bauernhaus („Beim Obergallauer“)                                  | Mit Blockbau-Obergeschoss und Traufschrot, im Kern wohl 18. Jahrhundert | D-1-71-115-18 ? Wikidata |      |
| Öging Öging 37 ()                  | Zugehörig Stallstadel mit Bundwerkobergeschoss und Getreidekasten | 1. Hälfte 19. Jahrhundert                                               | D-1-71-115-28 Wikidata   |      |
| Samping Samping 14 ()              | Bauernhaus                                                        | Mit Blockbau-Obergeschoss, Mitte 19. Jahrhundert                        | D-1-71-115-33 Wikidata   |      |
| Untersiedelsberg Siedelsberg 68 () | Zugehörig Ständerbundwerkstadel                                   | 3. Viertel 19. Jahrhundert.                                             | D-1-71-115-34 Wikidata   |      |
| Mittersonnöd Sonnöd 11 ()          | Zugehörig Hütte mit zwei Blockbau-Getreidekästen                  | Dazwischen Bundwerk, 2. Viertel 19. Jahrhundert.                        | D-1-71-115-37 ? Wikidata |      |
| Sulzberg Sulzberg 55 ()            | Große Hausfigur an einem Bauernhaus                               | Hl. Margaretha, geschnitzt, wohl 17. Jahrhundert                        | D-1-71-115-38 Wikidata   |      |
| Thomasbach Thomasbach 65 ()        | Zugehörig eingebauter Getreidekasten                              | Obergeschoss-Blockbau, wohl 18. Jahrhundert                             | D-1-71-115-40 ? Wikidata |      |
| Weiher Weiher 26 ()                | Zugehörig Hütte mit Gitterbundwerk                                | 3. Viertel 19. Jahrhundert                                              | D-1-71-115-41 ? Wikidata |      |
| Wolfsberg Wolfsberg 1 ()           | Zugehörig Hütte mit gemauertem Erdgeschoss und Korbbogen-Arkaden  | Darüber einfaches Bundwerk, um 1850, 1982 teilweise erneuert            | D-1-71-115-42 ? Wikidata |      |